# Ленгер
Ле́нгер (каз. Леңгір), город в Толебийском районе Туркестанской области Казахстана. Расположен в предгорьях Угамского хребта. Конечная станция железнодорожной ветки от Шымкента. Входит в состав Шымкентской агломерации.
До 1991 года Толебийский район назывался Ленгерским районом.
С 1935 года в Ленгере выходили газеты «Сталин жолы» и «Путь Сталина», с 1955 года ― «Путь Ильича» и «Ильич жолы». Сейчас выходят «Төле би таңы», «Аймақ тынысы», «Төле би туы» и «Вестник Ленгера».
На центральной площади Ленгера установлен памятник Толе-би.

## История
История Ленгера ведет отсчет с конца XIX века. Тогда это был аул Ленгер-сай, который расстроился с появлением угольных шахт. Историки утверждают, что свое название он получил от персидского «лянгар» — выемка, поднос. Но старожилы утверждают, что поселение названо по имени первого разработчика шахт Лангира. Был он то ли немцем, то ли англичанином. В XIX веке геологи именно этих государств проводили там первые разведывательные работы. В 1870-х годах началась разработка Ленгерского месторождения бурого угля. Залежи были неглубоки, что позволяло доставать его с помощью лебедки. К работе привлекали лошадей — делали упряжь и прикрепляли к колесу. Лошадь шла, колесо крутилось, уголь поднимался наверх. Лошади в течение 70 лет служили в шахте вместе с человеком по профессии «подземный коногон». В начале XX века началось промышленное освоение залежей угля. С 1905 по 1917 год в Ленгере действовали три небольшие шахты. Уголь заказчикам поставлялся на верблюдах, лошадях и мулах. Весной 1918 года ленгерские угольные копи национализировали и передали в ведение горного отдела Центрального Совета народного хозяйства Туркестанской республики. С развитием угольного месторождения разрастался и город. К 1936 году в поселке насчитывалось более 300 дворов. В 1935 закончилось строительство 30-километровой железнодорожной ветки. Тогда же введена в строй угольная штольня (до этого работали две шахты), и добыча угля увеличилась до 19 тысяч тонн в год. В 1961 году была сдана в эксплуатацию последняя шахта № 6 «Тогуз». Во второй половине 1960-х годов из-за нерентабельности добыча угля стала снижаться. В 1974 году последняя шахта была закрыта.
Отнесен в 1997 году к категории городов районного значения из областного значения.

## Население
На начало 2019 года население города составило 24 045 человек (11 992 мужчины и 12 053 женщины).

## Промышленность
Промышленность города представлена предприятиями: заводы кузнечно-прессового оборудования, точного литья, железобетонных изделий, кирпичный; швейная и трикотажная фабрики, промышленная угольная шахта и другие.

## Уроженцы
На территории г. Ленгер проживают достаточно большое количество разных народов. Здесь проживают казахи, узбеки, таджики, уйгуры, татары, русские и т. д.